# Blandford United F.C.
Câu lạc bộ bóng đá Blandford United là một câu lạc bộ bóng đá đến từ Blandford Forum, Dorset, Anh. Câu lạc bộ là thành viên sáng lập của Dorset Combination vào năm 1957. Câu lạc bộ trực thuộc Hiệp hội bóng đá hạt Dorset và là câu lạc bộ Tiêu chuẩn do FA điều lệ. Đội hiện là thành viên của Dorset Premier League. Đội thi đấu trên sân nhà Blandford Recreation Ground.

## Lịch sử
Câu lạc bộ được thành lập vào ngày 1 tháng 10 năm 1882 và là thành viên đầu tiên của Hiệp hội Bóng đá Nam Hants và Dorset vào năm 1884, trở thành một phần của Dorset FA vào năm 1887.
Vào mùa giải 1896–97 câu lạc bộ đã trở thành thành viên sáng lập của Dorset League, kết thúc ở vị trí thứ năm trong số tám đội. Đội ở lại đó cho đến Thế chiến thứ nhất khi bóng đá bị đình chỉ ở giải Dorset và trở lại giải sau chiến tranh mùa giải 1919–20, kết thúc ở vị trí thứ tư trên tổng số chín đội.
Trong mùa giải 1920–21, đội lọt vào Vòng loại thứ ba của Cúp FA khi đánh bại East Cowes Victoria với tỷ số 3–2 (sân khách) ở vòng sơ loại, Boscombe (nay là A.F.C. Bournemouth) 2–1 trong trận đá lại (sân nhà) sau trận hòa 1–1, Bournemouth Amateurs 2–0 (sân nhà), và thất bại 0–1 trước Cowes.
Đội tiếp tục chơi ở Dorset League 1 nhưng trong mùa hè năm 1924, một sự hợp nhất đã diễn ra giữa câu lạc bộ và Học viện Blandford, người đã chơi ở Dorset League 2 để thành lập câu lạc bộ hiện tại, Blandford United, với một đội dự bị trong Division 2.
Trong mùa giải 1934–35, câu lạc bộ đã giành được Cúp Dorset Senior Cup lần đầu tiên, khi đánh bại Weymouth 2–1 sau một trận hòa.
Sau Thế chiến thứ hai, sân vận động không thể thi đấu được do có bẫy chống tăng, và họ phải đợi một lúc trước khi có thể sử dụng lại. Năm 1957, câu lạc bộ rời giải đấu Dorset để đến chơi ở Dorset Combination League vừa được thành lập và câu lạc bộ đã giành chức vô địch Division 1. Đội ở lại giải đấu cho đến năm 1964, phải rời đi vì thiếu cầu thủ và tiền bạc, nhưng gia nhập trở lại vào năm 1967 và hai mùa giải sau đó Blandford United vô địch giải đấu. Câu lạc bộ sau đó tiếp tục giành chức vô địch một lần nữa vào các mùa giải 1974–75 và 1982–83, đồng thời thu về một số cúp liên đoàn trong những năm 1970. Câu lạc bộ đã tham gia FA Vase lần đầu tiên vào mùa giải 1984-85, nhưng chỉ tiếp tục tham gia cuộc thi này trong hai mùa giải nữa.
Mùa giải 1991–92 chứng kiến chức vô địch giải đấu cuối cùng của câu lạc bộ và kể từ đó câu lạc bộ vẫn ở trong Dorset Combination League, bây giờ được gọi là Dorset Premier League.

## Sân vận động
Blandford United chơi trên san nhà Blandford Recreation Ground, Park Road, Blandford Forum DT11 7DB.

## Danh hiệu
- Dorset Premier League[1][2][4]
  - Vô địch: 1957–58, 1969–70, 1975–76, 1982–83, 1991–92
  - Á quân: 1979–80
- Dorset Senior Cup[1][2]
  - Vô địch: 1934–35
- Dorset Combination Cup[1][2]
  - Vô địch: 1974–75, 1978–79, 1983–84

## Kỉ lục câu lạc bộ
- Vị trí cao nhất trong giải đấu:[2][4] thứ 1 ở Dorset Premier League: 1957–58, 1969–70, 1975–76, 1982–83, 1991–92
- Thành tích tốt nhất tại Cúp FA:[4] Vòng loại thứ ba – 1920–21
- Thành tích tốt nhất tại FA Vase:[4] Vòng tiền sơ loại – 1984–85, 1985–86, 1986–87

## Cựu cầu thủ
1. Những cầu thủ đã chơi / quản lý trong giải bóng đá hoặc bất kỳ giải đấu nước ngoài nào tương đương với cấp độ này (tức là giải đấu chuyên nghiệp hoàn toàn).

2. Cầu thủ khoác áo quốc tế.

3. Cầu thủ giữ kỷ lục câu lạc bộ hoặc đã từng là đội trưởng câu lạc bộ.
- George Bristow